# Runstorp
Runstorp är ett naturreservat i Norrköpings kommun i Östergötlands län.
Området är naturskyddat sedan 2002 och är 33 hektar stort. Reservatet omfattar flera delområden med vatten, våtmarker och branter norr om inloppet till Motala ström runt gården Rundstorp. Reservatet består av strandängar, ekhagar, ädellövskog och gamla barrskogar.